# Гуго Шефольд
Гуго Шефольд (нім. Hugo Schefold; 23 жовтня 1879, Відень — 1949) — австро-угорський, австрійський і німецький офіцер, генерал-майор австрійської армії (26 березня 1929) і вермахту (15 березня 1938).

## Біографія
18 серпня 1897 року вступив у австро-угорську армію. Учасник Першої світової війни, після закінчення якої продовжив службу в австрійській армії. 31 січня 1933 року вийшов на пенсію.
Після аншлюсу переданий у розпорядження вермахту (офіційно з 1 лютого 1933 року). В 1940 році очолив 578-му, з 17 липня 1941 року — 250-ї польової комендатури. Восени 1942 року здав командування і відправлений в резерв фюрера, 31 жовтня — у відставку.

## Нагороди
- Ювілейна пам'ятна медаль 1898
- Ювілейний хрест
- Медаль «За військові заслуги» (Австро-Угорщина)
  - бронзова
  - бронзова з мечами
  - срібна з мечами
- Хрест «За військові заслуги» (Австро-Угорщина) 3-го класу з військовою відзнакою і мечами (нагороджений двічі)
- Орден Залізної Корони 3-го класу з військовою відзнакою і мечами
- Військовий Хрест Карла
- Залізний хрест 2-го класу
- Пам'ятна військова медаль (Австрія) з мечами
- Почесний хрест ветерана війни з мечами
- Медаль «За вислугу років у Вермахті» 4-го, 3-го, 2-го і 1-го класу (25 років)
- Хрест Воєнних заслуг 2-го і 1-го класу з мечами